# Lodewijk van Heiden
Lodewijk Sigismond Gustaaf comte van Heiden (ou Heyden), seigneur de Reinestein, né le 6 septembre 1773 à Zuidlaren (Pays-Bas), décédé le 17 octobre 1850 à Tallinn.
Amiral russe d'origine néerlandaise, il commanda, sous le nom de Login Petrovitch Geiden (en russe : Логин Петрович Гейден), l'escadre de la marine impériale de Russie lors de la bataille de Navarin le 20 octobre 1827.

## Biographie
Âgé de neuf ans, Lodewijk van Heiden entra dans la marine néerlandaise, et fut promu Lieutenant de marine à seize ans. Au cours de ses six années de service actif, il accomplit plusieurs voyages en territoires d'outre-mer des Pays-Bas. Il resta toujours fidèle à la Maison d'Orange. Il accompagna le stathouder Guillaume V d'Orange dans sa fuite de Schéveningue en Angleterre. À son retour, Lodewijk van Heiden fut capturé et emprisonné dans la terrible prison de Gevangenpoort à La Haye. À plusieurs reprises, il dut subir des interrogatoires très durs, mais il refusa toujours de donner des détails sur la traversée du prince Guillaume V d'Orange. Après deux mois d'incarcération, il fut libéré à la demande du général Jean-Charles Pichegru. Heiden présenta sa démission et retourna à Zuidlaren.
En 1795, Heiden offrit ses services à la Russie impériale et prêta serment à Catherine II de Russie, puis fut nommé lieutenant-capitaine de la marine impériale de Russie à l'âge de vingt-deux ans. Il monta les échelons très rapidement. Jusqu'en 1803, il commanda la Flotte de la mer Noire, puis la même année il fut transféré à la Flotte de la Baltique, nommé au Corps naval des cadets, admis comme membre de l'Amirauté et nommé capitaine de second rang. Après son mariage, il s'installa dans le gouvernement d'Estonie, l'une des provinces baltes russes.
En 1808, Heiden fut promu capitaine de premier rang. Pendant la guerre de Finlande, il commanda la flotte russe. Vainqueur à la bataille de Sandöström (Kimito), avec le lieutenant-commandant Piotr Dodt, il remporta la victoire dans le détroit de Riilahti.
Heiden fut nommé commandant de l'escadre de la Nouvelle-Finlande (grand-duché de Finlande) en 1809. Après le siège de Dantzig (1813), il fut élevé au grade de commodore. De nombreuses distinctions lui furent décernées dont une épée d'or avec la citation « pour bravoure. » En 1826, il assura le commandement de la flotte russe de Méditerranée avec pour adjoint Mikhaïl Lazarev. Au cours de la guerre d'indépendance grecque (1821-1832). Le 27 octobre 1827, il remporta en qualité de commandant de l'escadre russe, la bataille de Navarin contre les Turcs, une des plus grandes batailles navales de l'histoire. Au cours de cette bataille, Heiden échappa de justesse à la mort, le pont sur lequel il se tenait debout ayant été frappé par un boulet de canon. Grâce à cette victoire, il fut promu  vice-amiral et plusieurs décorations lui furent décernées. Son prestige international en fut accru. Les Grecs le considérèrent comme leur rédempteur et l'appelèrent « Bebou » (« père »)[citation nécessaire].

### Gouverneur militaire de Kronstadt et de Reval
À la hauteur de sa réputation, respecté en tous lieux et par tous, décoré de nombreuses médailles européennes, Heiden fut nommé gouverneur militaire de Kronstadt (dans le golfe de Finlande au large de Saint-Pétersbourg) et de Reval (de nos jours Tallinn). Il fut aimé du peuple, comme les Grecs il l'appela Bebou (« père »).

### Retour dans son pays natal
En 1832, Heiden, pour la dernière fois revint aux Pays-Bas. Guillaume Ier l'accueillit en personne, et lui prêta un navire à vapeur afin de visiter plusieurs villes importantes, ainsi que sa ville natale de Zuidlaren. Un certain temps, il demeura dans sa propriété, mais ne put se réacclimater et finalement il reprit le chemin de Reval.

### Mort et inhumation
Victime d'un œdème, Heiden mourut le 5 octobre 1850 à Reval. Contrairement à son souhait d'être inhumé à Zuidlaren, il fut enterré à la cathédrale Sainte-Marie de Reval.

## Famille
Second fils de Sigismond Pietr Alexander, comte de van Heyden, seigneur de Reinestein et de Laarwoud, drost de Drenthe et de la baronne Marie Frédérique van Reede.

### Mariage et descendance
Heiden épousa Anne Marie Akeleye (fille du capitaine Johannes Akeleye, officier norvégien au service de la Russie impériale).
Quatre enfants sont nés de cette union, dont le comte Friedrich van Heiden (1821-1900) futur gouverneur général du grand-duché de Finlande.

## Distinctions
- 1821 : ordre de Saint-Georges (quatrième degré)
- Ordre du Sauveur (première classe)
- Ordre de Saint-Vladimir (deuxième classe)

## Lieux portant son nom
- Atoll Geiden : situé dans les îles Marshall
- Mont Geiden : situé au Kamtchatka
- Rue Login Geiden : l'une des rues de la place de la Victoire à Athènes.

## Hommage
Une statue de Heiden fut érigée en 1927 à Athènes et un timbre à son effigie fut édité.